# Der Schneemann (Roman)
Der Schneemann ist ein Roman des deutschen Schriftstellers Jörg Fauser, der im Jahre 1981 im Verlag Rogner & Bernhard veröffentlicht wurde.

## Inhalt
Der Roman erzählt die Geschichte von Siegfried Blum, einem Deutschen, der auf die Vierzig zugeht. Als der Roman beginnt, ist er auf Malta, wo er versucht, alte Pornohefte zu verticken. Nachdem ihm die Hefte gestohlen wurden, stößt er zufällig auf einen Hinterlegungsschein einer Gepäckaufbewahrung am Münchener Hauptbahnhof. In dem benannten Schließfach befindet sich ein Karton mit fünf Pfund Koks. Der unbeholfene Versuch Blums, das Kokain zu verkaufen, bildet daraufhin die Handlung des Romans.

## Verfilmung
Der Roman wurde 1984 von Peter F. Bringmann verfilmt (Der Schneemann).

## Hörspielbearbeitung
Im Jahr 2010 produzierte der Südwestrundfunk eine zweiteilige Funkfassung des Romans, ebenfalls unter dem Titel Der Schneemann. Die gesamte Spieldauer beträgt ca. 113 Minuten.
Der erste Teil (Herbe Schlagsahne) wurde am 20. Mai 2010 erstgesendet. Der zweite Teil (Tiger in Arizona) folgte am 27. Mai 2010.
Unter der Regie von Leonhard Koppelmann sprachen u. a.: Udo Schenk (Erzähler), Ingo Naujoks (Blum), Birgit Minichmayr (Cora), Bodo Primus (Haq), Helmut Krauss (Harry) und Peter Matić (Major).

## Ausgaben (Auswahl)
- Der Schneemann, Jörg Fauser, Rogner & Bernhard, Hamburg 1981.
- Der Schneemann, Jörg Fauser, Diogenes Verlag, Zürich 2024.
- Der Schneemann, Jörg Fauser und Jim Avignon (Illustrator), Büchergilde Gutenberg, Frankfurt 2024.